# Football Manager Live
Football Manager Live это многопользовательская онлайн-игра, разработанной Sports Interactive которая была выпущена в ноябре 2008 года для платформ Microsoft Windows и OS X.
Игра была доступна по подписке. Подписку можно было купить онлайн, используя дебетовые / кредитные карты или PayPal , чтобы играть на регулярной основе или через копии, которые были выпущены в Соединенном Королевстве 23 января 2009 года. Серверы для игры были закрыты в мае 2011 года.

## Геймплей
Football Manager Live значительно отличался от предыдущих версий Football Manager, сохраняя игровой движок симуляции матча и многое из фундаментальных концепций.
Пользователи могли создать свой клуб и наполнять свой состав настоящими игроками.Клубы могли выбирать футбольную ассоциацию, основанную на количестве матчей, которые пользователь хочет сыграть («Casual» FA для случайных игроков и «Xtreme» для более преданных менеджеров). Каждая FA имела свою собственную лестничную систему с высшей лигой и несколькими низшими лигами, которые были связаны посредством повышения и вылета. Менеджеры могли улучшить свои навыки с течением времени в коучинге, физиотерапии, финансах, скаутинге и инфраструктуре, чтобы стать более специализированными или соответствовать их стилю игры.
Игроки могли также построить стадион, чтобы разместить несколько различных фан-баз в клубе. Они разделялись на различные категории: умные, преданные, семьи, охотники за славой и корпорации, каждый из которых предлагает свои собственные характеристики, такие как богатство и атмосфера.

## Игровые миры
В Football Manager Live было доступно 12 игровых миров.. В 2010 году система миров радикально изменилась, когда их разделили на два типа: «Fantasy Players» и «Returning Stars». Раньше, когда игровой мир прогрессировал со временем, игроки «реальной жизни» постепенно старели и уходили на покой, чтобы их заменили сгенерированные игроки (или «регены»). Это остается в случае с игровыми мирами «Fantasy Players», но для «Returning Stars» игровой мир сбрасывается.
Первым игровым миром, запущенным 4 ноября 2008 года, стал Cantona, а за ним последовали еще 8 других миров, до тех пор, пока 12 января 2009 года не был выпущен первый Pro-игровой мир, Toms. Существующим пользователям было предложено присоединиться к первому Pro-игровому миру.Игровые миры были названы в честь настоящих экс-игроков.
В июне 2010 года в Football Manager Live был добавлен трехмерный движок симуляции матча, впервые представленный в Football Manager 2009.

## Реорганизация игры
26 ноября 2009 года Sports Interactive объявил о значительных изменениях в существующей игре. Наиболее спорным из этих изменений было объявление о переустановке всех текущих игровых миров в их исходные состояния, которые начнутся 1 марта 2010 года. Это заявление вызвало споры среди сообщества, так как многие менеджеры были расстроены результатами этого решения из-за чего был бы потерян всесь достигнутый прогресс до этой даты. В попытке компенсировать это действие Sports Interactive  предложила всем текущим подписчикам два месяца бесплатного игрового времени, хотя это было встречено относительно негативными реакциями.
18 декабря 2009 года Sports Interactive объявила, что она будет продлевать свободное время для своих менеджеров до сброса в марте 2010 года. Также было объявлено после протестов по поводу утраченных навыков, что они будут внедрять новую систему навыков в FML после сброса, которая позволит текущим менеджерам использовать свои существующие очки навыков после перезагрузки. Этот шаг был встречен с огромной благодарностью текущих подписчиков игры. В то же время было объявлено, что новая версия 1.4 будет включать молодежные академии и множество других дополнительных услуг, которые ее игроки просили добавить на протяжении многих месяцев.

## Отзывы
| Сводный рейтинг | Сводный рейтинг |
| Агрегатор       | Оценка          |
| --------------- | --------------- |
| GameRankings    | 83,00 %         |